# 善明寺 (遠野市)
善明寺（ぜんみょうじ）は、岩手県遠野市にある浄土宗の寺院。山号は金光山。本尊は阿弥陀如来。阿弥陀如来坐像等が市から有形文化財に指定されている。

## 概要
当寺の前身、養安寺は平安時代末期、1171年（承安元年)に当時の領主阿曽沼家の菩提寺として養安により草創されたと伝えられている。法然の高弟、金光は東北地方に布教の旅に出て遠野に立ち寄り、縁あって同寺二代目の住職になっている。当時の布教の困難さを物語る｢天狗の牙｣や｢真似牛伝説の角｣などが所縁の品として伝わっている。当寺は八戸南部氏・直栄の帰依を受け、善明により開基された。その後、八戸南部氏は遠野へ移封を命ぜられ当寺も家臣と共に移転した。とりあえず当時無住だった養安寺に32世として入山することになった。遠野城下を形成するにあたり現在地を授かり延宝7年（1679年）本堂を建立。寺号山号を入れ替え金光山超踰院善明寺とし現在に至っている。境内に錦洞政方の設立になる｢錦洞文庫記念館｣があり、書道美術館として一般公開をしている。

## 文化財
以下が市から文化財、記念物指定を受けている。

### 有形文化財
- 五輪塔（1959年3月10日）
- 阿弥陀如来坐像（1983年5月20日）、（1990年8月10日）- 伝恵心僧都作。

### 天然記念物
- イチイ（1983年5月1日）

## ギャラリー

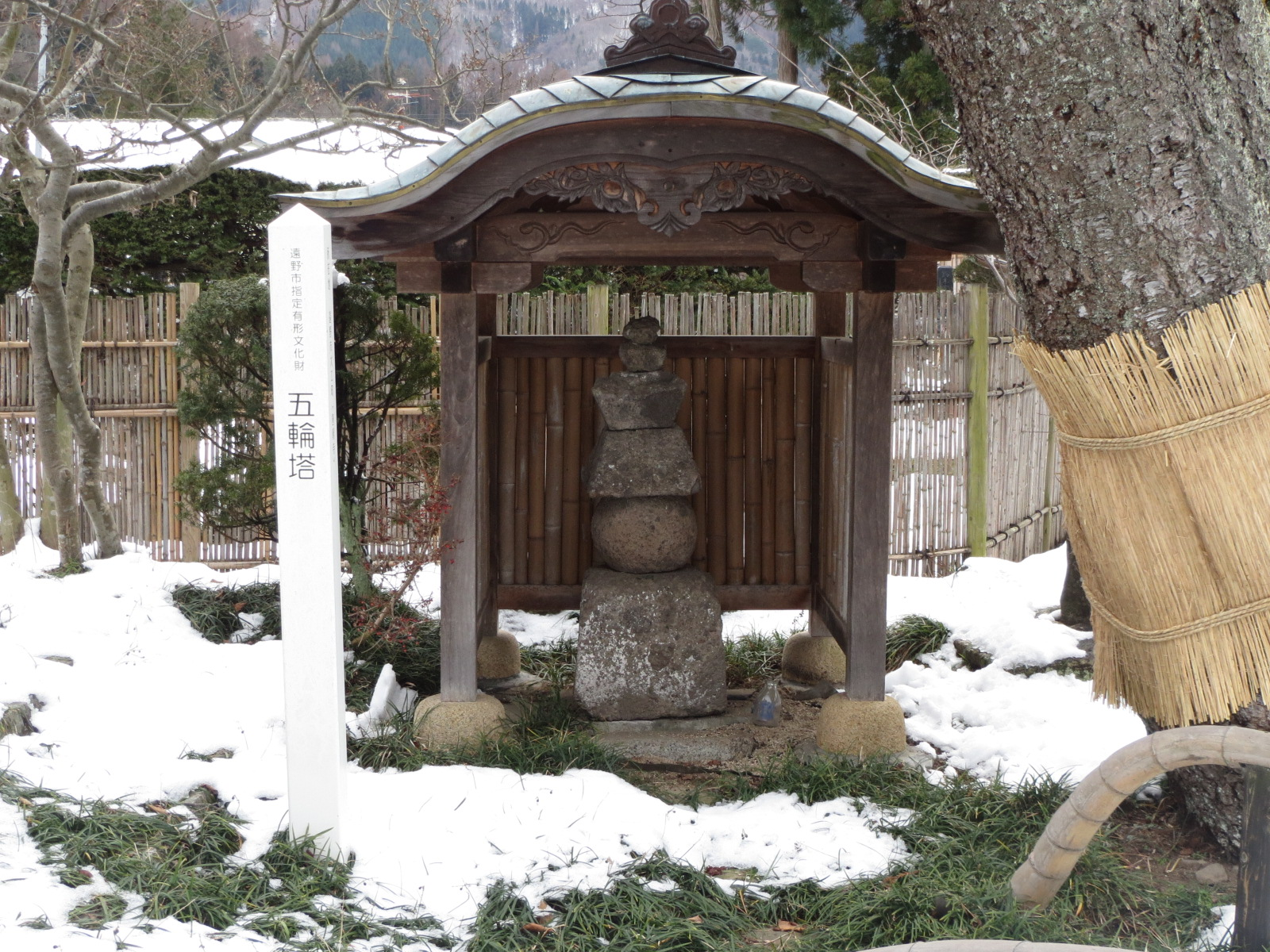
五輪塔
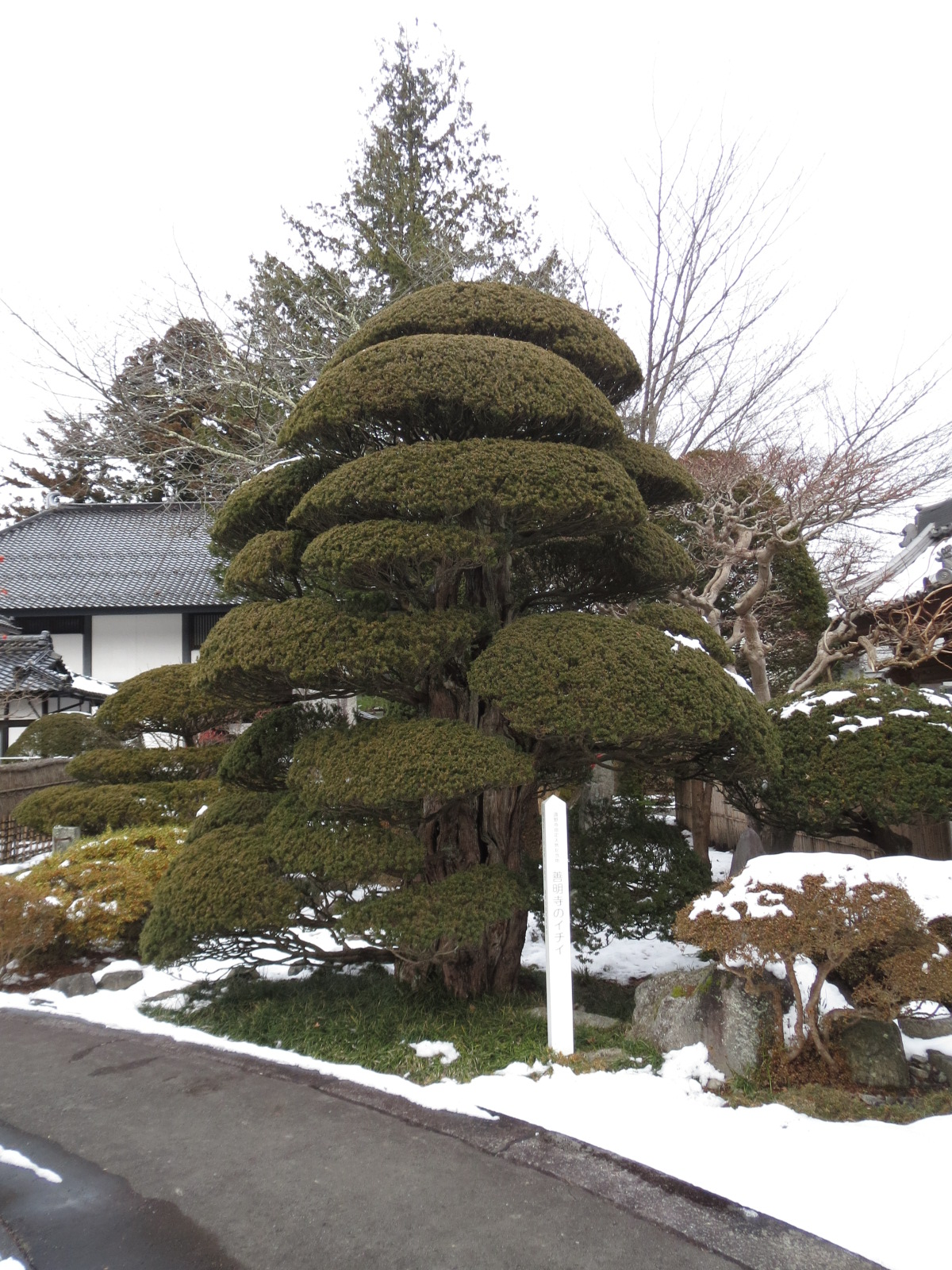
善明寺のイチイ

## 交通アクセス
- 釜石線遠野駅より徒歩6分
- 釜石自動車道遠野ICより車で5分

## 周辺施設
- 遠野蔵の道ギャラリー
- 遠野城下町資料館
- とおの物語の館
- 瑞応院